# Perla mexicana
Perla mexicana är en bäcksländeart som beskrevs av Guérin-Méneville 1838. Perla mexicana ingår i släktet Perla och familjen jättebäcksländor. Inga underarter finns listade i Catalogue of Life.